# Гаспар Альфонсо Перес де Гусман и Сандоваль, 9-й герцог Медина-Сидония
Гаспар Алонсо Перес де Гусман Эль-Буэно (исп. Gaspar Alonso Pérez de Guzmán el Bueno; 2 августа 1602, Вальядолид — 4 ноября 1664, Дуэньяс) — испанский аристократ и военный, 9-й герцог Медина-Сидония, 17-й маркиз Касаса, 13-й граф Ньебла и 14-й сеньор Санлукар (1636—1664).

## Ранние годы
Родился 2 августа 1602 года в Вальядолиде. Сын Мануэля Алонсо Переса де Гусмана Эль-Буэно, 8-го герцога Медина-Сидония (1579—1636), и Хуаны де Сандоваль-и-Рохас (1579—1626), дочери 1-го герцога Лерма и фаворита короля Филиппа III.
Его отец был джентльменом и главным охотничьим короля в Вальядолиде, когда родился Гаспар. Крещенный 2 августа 1602 года в церкви Сан-Льоренте в Вальядолиде, он был спонсирован Филиппом III и маркизом Сеа, братом его матери, а затем герцогом Уседа. Вероятно, что на выбор имени сильно давила фигура его дяди, графа-герцога Оливареса, который уже находился тогда при дворе.
В 1603 году, когда его отец был назначен генерал-капитаном галер Испании, семья переехала в Эль-Пуэрто-де-Санта-Мария. Детство Гаспара прошло между домами его отца и деда, Гаспар был маркизом Касаса до своей смерти 26 июля 1615 года, когда его отец унаследовал герцогский титул. Когда семья поселилась в Санлукаре, учебниками Гаспара, когда ему было шестнадцать, были произведения Цицерона, Квинто Курсио, Саллюстио и других классиков.
Он женился на своей тете Ане де Гусман-и-Сильва, родившейся в 1607 году, 26 ноября 1622 года в Санлукар-де-Баррамеда (Кадис), ей было пятнадцать лет, а Гаспару двадцать. В браке родилось четверо детей, и только последний, Гаспар Хуан, родившийся 21 февраля 1630 года, переживет своего отца, унаследовав герцогский титул.
Он служил джентльменом при дворе Филиппа IV. В этот период герцог Медина-Сидония залез в долги таким образом, что это поставило под угрозу огромное наследие герцогского дома. Гаспару даже удалось получить королевскую власть влезать в долги, испросив разрешение у отца в 1634 году, заложив доход от поместья, ещё не унаследованного, за 24 000 дукатов.
В рамках брачной политики короля граф-герцог Оливарес вел переговоры в 1632 году о браке своей сестры Луизы де Гусман с герцогом Браганса. Эта связь имела решающее значение в истории, поскольку после восстания в Португалии они будут названы королями, он как Жуан IV Португальский, первый король династии Браганса и ключевой игрок в более позднем заговоре герцога.

### Наследие герцогства
Когда 20 марта 1636 года скончался 8-й герцог Медина-Сидония, Гаспар Алонсо Персе де Гусман немедленно переехал в Санлукар. В апреле 1637 года в Кадисе умерла его первая жена Ана Мария Перес де Гусман-и-Гомес де Сильва.
Когда он овдовел, Лоренсо Давила, ловкий придворный агент, отправил в Санлукар Маргариту Мараньон и Ибарру, знакомую герцога и вероятную мать его родной дочери Луизы. В 1639 году, завершая капитуляцию для своего второго брака, он пожаловал Маргарите 20 000 дукатов с обязательством проживать в монастыре Санлукар. Он выбрал доминиканок из Мадре де Диос. Спустя годы она исповедовала под именем сестры Маргариты де ла Крус. По состоянию на 1662 год, он получал годовой доход в 4000 реалов. Бабник, герцог дал пожизненную ренту в размере 200 и 100 дукатов также Каталине де Лудене и Леонор де Карденас из Мадрида.
В 1640 году он во второй раз женился на Хуане Фернандес де Кордова (1611—1680), третьей дочери Алонсо Фернандес де Кордова и Энрикеса де Риберы, 5-го маркиза Приего (1588—1645), которая сопровождала Гаспара в моменты его несчастий и была матерью Хуана Клароса, который станет преемником своего брата на посту 11-го герцога Медина-Сидония. У Гаспара де Гусмана было всего шестнадцать известных детей, законных и внебрачных, из которых шесть умерли в детстве и двое в юности. От Маргариты Мараньон де Ибарра у него были дети: Франсиско де Гусман эль Буэно-и-Мараньон, Энрике де Гусман эль-Буэно-и-Мараньон, Алонсо де Гусман эль-Буэно-и-Мараньон, Доминго де Гусман эль-Буэно-и-Мараньон, 15-й епископ Лейрии (1677—1678), 11-й архиепископ Эворы (1678—1689) и Хуана де Гусман эль Буэно-и-Мараньон. Альдонса де Гусман, которая, как говорили, была его дочерью, рождённой от Аны Тельо, сеньоры герцогини Хуаны Фернандес де Кордова, и Энрикеса де Рибера, его второй жены и дочери Франсиско Тельо де Леона, вышла замуж за Андреса Лопеса Пинто де Васконселос.

### Заговор
Приняв на себя руководство герцогским домом, он также занял другие связанные с этим должности, такие как должность генерал-капитана Океанского моря и побережья Андалусии (от Гвадианы до Гибралтарского пролива), и поэтому, когда восстание вспыхнуло в Эворе и Алгарви 1637 году (тогда под властью Испании) герцог руководил военными операциями по контролю над территорией с помощью своего двоюродного брата Франсиско Антонио де Гусман-и-Суньига, 5-го маркиза Аямонте (? — 1648).
Эти семейные отношения будут иметь важное значение для развития заговора, потому что перед лицом экономического и военно-политического кризиса Испанской империи Каталония, Португалия, а затем Неаполь, Сицилия и другие владения подняли восстание, герцог Медина-Сидония, искушенный своим двоюродным братом и при поддержке своего зятя, который только что был провозглашен королем Португалии, он решил возглавить восстание за независимость андалузских королевств Севилья, Кордова, Хаэн и Гранада против короля Филиппа IV, рассчитывая на поддержку Нидерланды и Франции, находившиеся в состоянии войны с Испанией.
После бездействия герцога в защите португальской границы в Мадриде подозрения об андалузском заговоре подтверждаются, когда перехватывается письмо между герцогом Мединой-Сидония и маркизом Аямонте, а также информаторы в Португалии, подтверждающие неминуемость андалузского заговора. Граф-герцог Оливарес вызвал двух знатных заговорщиков ко двору. Отсутствие поддержки со стороны региональной знати, отказ от сотрудничества с народными массами и задержка его иностранных союзников заставили герцога прийти к соглашению с фаворитом, прося у короля прощения и обвиняя своего кузена в измене. Это включало судебное разбирательство, закончившееся тем, что маркиз Аямонте был обезглавлен в Алькасаре Сеговии в 1648 году.

### Изгнанник
Из-за своего высокого положения, состояния и семейных отношений с фаворитом король Испании Филипп IV пощадил жизнь Гаспара Алонсо де Медина-Сидония, хотя взамен он потерял богатый город Санлукар-де-Баррамеда и заплатил штраф в размере двухсот тысяч дукатов в качестве пожертвования в пользу короны.
Униженный герцог Медина-Сидония был вынужден вызвать своего зятя, короля Португалии, на битву на границе недалеко от Валенсии-де-Алькантара, пытаясь смыть свой имидж, но Жуан IV не явился на встречу после восьмидесяти дней ожидания. ожидание (между 1 октября и 19 декабря 1641 г.).
Вынужденный не возвращаться в свои андалузские владения, он был сослан в Кастилию. Однажды он нарушил это обязательство и был арестован и заточен в замке Кока. В 1645 году он был лишен должности генерал-капитана на побережьях Андалусии, этот пост перешел к герцогам Мединасели, и Санлукар вернулся к короне в обмен на Тудела-де-Дуэро и Бесерриль, два кастильских города, гораздо менее процветающих, чем богатый Санлукар, за его торговлю с Америкой.
В том же году он поселился в Тордесильясе, а затем в Вальядолиде. Корона продолжала оказывать давление, чтобы получить ресурсы от дискредитированного дома, инициировав судебные процессы по поводу налога с продаж округа Ньебла и ловушек для тунца в Сахара-де-лос-Атунес.
С 1647 года он возобновил свою общественную жизнь и отдавал предпочтение различным монастырям. Отстранив своего сына Гаспара Хуана от службы при дворе, за то, что он был сыном преступника, он поселился в доме Уэльвы. После английской революции Филипп IV попросил его о помощи в Андалусии, и его сын был правой рукой своего отца, направляя из изгнания возможное английское вторжение и многочисленные вторжения португальцев в сторону Ньеблы.
В 1660 году произошла встреча между герцогом и королем во время королевского визита в Вальядолид, которая стала новым ударом по неудавшейся экономике герцогского дома.
25 октября 1664 года он арендовал Casa del Adelantado de Castilla в Дуэньясе и поселился там со своей женой, сыном Хуаном и оставшимися слугами. Вскоре он скончался, а его похороны состоятся в соборе Вальядолида. Похоронен по завещанию в монастыре Скала Коэли дель Аброхо, в Лагуне-де-Дуэро, где похоронен его сын Франсиско.
Ему наследовал в 1664 году его сын от первого брака, Гаспар Хуан Алонсо Перес де Гусман Эль-Буэно (1630—1667), 10-й герцог Медина-Сидония (16654-1667).